# Roberto Alvim
Roberto Rêgo Pinheiro, conhecido pelo nome artístico Roberto Alvim (Rio de Janeiro, 15 de maio de 1973), é um dramaturgo brasileiro. Co-fundador do Club Noir de São Paulo, exerceu os cargos de diretor geral da Fundação Nacional de Artes e de secretário especial da Cultura do Brasil no governo Jair Bolsonaro.
Em janeiro de 2020, foi exonerado após publicar um vídeo institucional reproduzindo falas, ambientação e postura que remetiam ao político nazista Joseph Goebbels. Foi sucedido inteirinamente por José Paulo Martins e efetivamente pela atriz Regina Duarte.

## Carreira

### Teatro
Roberto Alvim formou-se pela Casa das Artes de Laranjeiras (CAL), onde também lecionou História do Teatro e Literatura Dramática, entre 2000 e 2004. Foi diretor do Teatro Ziembinski, no Rio de Janeiro, de 2005 a 2007.
Fundou em 2006 a companhia Club Noir, em São Paulo, junto à atriz Juliana Galdino, sua esposa, desenvolvendo o estilo conhecido como "estética da penumbra". Recebeu o prêmio de melhor espetáculo no 5º Prêmio Bravo! Prime de Cultura com a encenação da peça O Quarto, de Harold Pinter.

### Política
Em 2017, após se curar de um tumor no intestino pelo que considerou um milagre, converteu-se do ateísmo ao catolicismo. Através da religião, aproximou-se dos escritos de Olavo de Carvalho e do pensamento conservador. Em 2019, foi apresentado pelo ministro da Cidadania, Osmar Terra (MDB), ao presidente Jair Bolsonaro (PSL).
Em junho de 2019, foi convidado por Bolsonaro para ser diretor geral da Fundação Nacional de Artes (Funarte), instituição voltada para cultura. A nomeação foi elogiada pelo ator Carlos Vereza, enquanto Regina Duarte disse não aprovar totalmente o nome de Roberto Alvim. Ao assumir o cargo na Funarte, fechou o Club Noir.
Em outubro de 2019, deixou a Funarte ao ser nomeado por Jair Bolsonaro para o cargo de secretário especial da cultura, departamento do Ministério do Turismo.
Em 17 de janeiro de 2020, foi exonerado após parafrasear Joseph Goebbels, ministro da Propaganda da Alemanha Nazista, em um vídeo institucional da Secretaria de Cultura, o que gerou diversas manifestações de repúdio no Brasil e no exterior. Ele foi substituído interinamente por José Paulo Martins, mas a vaga foi posteriormente preenchida por Regina Duarte.

## Controvérsias

### Fernanda Montenegro
Em setembro de 2019, ele provocou reações de artistas ao atacar a atriz Fernanda Montenegro, chamando-a de 'sórdida' e 'mentirosa' em publicação no Facebook, após a atriz se posicionar contra a censura nas artes. Em reportagens sobre a publicação de seu livro, Montenegro criticou a política das artes do governo Bolsonaro e fez um ensaio fotográfico no centro de uma fogueira de livros, uma alusão à queima de livros e à perseguição às bruxas.
 A 'intocável' Fernanda Montenegro faz uma foto pra capa de uma revista esquerdista vestida de bruxa […] Então acuso Fernanda de mentirosa, além de expor meu desprezo por ela, oriundo de sua deliberada distorção abjeta dos fatos […] Na entrevista, [ela] vilipendia a religião da maioria do povo, através de falas carregadas de preconceito e ignorância. Essa foto é ecoada por quase toda a classe artística como sendo um retrato fiel de nosso tempo, em postagens que difamam violentamente o nosso presidente. — Roberto Alvim

### Discurso inspirado em Goebbels e exoneração
Em 16 de janeiro de 2020, como secretário especial da Cultura do Ministério do Turismo, Alvim publicou nas redes sociais um vídeo institucional em que parafraseia trechos de um discurso feito a diretores de teatro em 1933 por Joseph Goebbels, ministro da Propaganda da Alemanha Nazista. Além disso, durante o vídeo em questão, a música de fundo era a ópera Lohengrin, de Richard Wagner, apreciada por Adolf Hitler, bem como a disposição do cenário e o discurso foram apontados como muito similares à estética empregada pela propaganda nazista.
O vídeo causou indignação da opinião pública. A Confederação Israelita do Brasil, o presidente da Câmara Federal, Rodrigo Maia, o presidente do Senado Federal, Davi Alcolumbre, e o embaixador israelense no Brasil, Yossi Shelley pediram a demissão do secretário. O vídeo também recebeu manifestações de repúdio de outros políticos de diversos partidos, de ministros do Supremo Tribunal Federal, de jornalistas e de personalidades da classe artística.